# Austrodecus staplesi
Austrodecus staplesi är en havsspindelart som beskrevs av Stock, J.H. 1990. Austrodecus staplesi ingår i släktet Austrodecus och familjen Austrodecidae. Inga underarter finns listade.